# Staphylococcus aureus
Staphylococcus aureus, (græsk: stafylé = drue) også kaldet gule stafylokokker, er en ubevægelig Gram-positiv bakterie som findes på hud og slimhinder (næse, mund, underliv mfl.). Den er årsag til alvorlige sygdomme som 'tamponsyge' (formelt toksisk shock syndrom, TSS) og hospitalsinfektioner. Sygdomme, der hyppigt forårsages af S. aureus er furunkler, karbunkler og andre hudinfektioner. Multiresistente stafylokokker som MRSA (se nedenfor) udgør en voksende fare i form af ubehandlelige infektioner, der medfører døden. Bakterien er kokkoid, det vil sige sfærisk eller rund, og lejres i hobe, der ligner drueklaser.

## Inddeling
S. aureus adskiller sig fra andre Micrococcaceae ved sin koagulaseproduktion. Tidligere blev S.aureus inddelt efter fagtypning, der markerede hvilke fager(virus der inficerer bakterier), der er i stand til at lysere dem. Denne typning er dog nu afløst af sekventering for protein A. Dette bruges i dag til overvågning af MRSA, men også til udredning af smittekilder og smitteveje i forbindelse med større udbrud af infektioner med S. aureus. 
S. aureus producerer desuden katalase.

## Virulensegenskaber
- Protein A
  - Findes i bakteriens cellevæg.
  - Binder Fc-delen af IgG-molekyler. Det gør at Fab-delen vender udad, og den kan herefter binde det antigen det er rettet imod. Men IgG-molekylet kan ikke aktivere komplement, eller opsonisering, da dette gøres af Fc-delen, som bakterien har bundet.
- Epidermiolytisk toxin
- Toxic Shock Syndrome Toxin
- Hæmolytisk toxin
- Enterotoksin
- Kapseldannelse (forhindre makrofager i at fagocytere bakterien)

## Forekomst, smittekilder og smitteveje
Bakterien forekommer som en del af normalflora hos ca. 30% af befolkningen i næsen, og evt. på huden. Smitte sker ved direkte eller indirekte kontakt, samt via dråber fra fx nys og host. Hyppigt ses der autoinfektion,  hvor patienterne inficerer sig selv. S. aureus er hyppig årsag til sygehusinfektioner. 

## Sygdomme
- Hud og bløddelssinfektioner
- Pneumoni (lungebetændelse)
- Meningitis (hjernehindebetændelse)
- Bakteriæmi (bakterier i blodbanen) evt. med sepsis.
- Endocarditis (betændelse i hjertevævet)
- Bulløs impetigo (børnesår)
- Osteomyelitis
- Toksisk-shock-syndrom (tamponsyge)
  - Skyldes produktion af et toksin kaldet Toksisk Shock-Syndrom toksin(TSST)
  - Syndromet starter med rødt udslæt og afskalning af huden, der ses feber og hypotension - dette kan udvikle sig til et egentligt shock.
- Levnedmiddelforgiftning
  - Skyldes produktion af et enterotoksin, som dannes i fødevare inficeret med S. aureus efter disse står ved stuetemperatur.

## Behandling
I Danmark er omkring 90 % af S.aureus penicillin-resistente, pga. bakteriens evne til at danne beta-lactamaser. Derfor anvendes beta-lactamasestabile antibiotika såsom dicloxacillin. 1-5 % af S. aureus i Danmark er resistente over for meticillin

### MRSA
Den almindeligt forekommende Staphylococcus aureus  findes nu i en multiresistent udgave – kaldet meticillin-resistent Staphylococcus aureus (MRSA) – der et voksende problem. Årsagen til det stigende antal infektioner med MRSA er en for liberal brug af bredspektrede antibiotika. MRSA menes at stamme fra køer.
En multiresistent variant af MRSA kaldet CC398 findes i mange danske svinebestande og forårsager i stigende grad infektioner hos mennesker.  
En ny variant af en meticillin-resistent Staphylococcus aureus (MRSA) blev fundet juni 2011, som pt(2011) ikke kan påvises med standard tests.

### MRSA-smittede i Danmark
MRSA-infektioner er et stigende problem, som påpeget i den offentlige debat i begyndelsen af 2012. Siden 2002 er antallet af smittede steget med 997 procent og i 2010 var 1097 smittet med MRSA, heraf 109 med CC398. Mellem 2012 og 2014 er tre danskere døde af CC398.
| År   | Antal smittede |
| 2002 | 100            |
| 2005 | 876            |
| 2007 | 663            |
| 2008 | 855            |
| 2010 | 1097           |

I slutningen af 2014 er der konstateret smitte af 9 nyfødte børn med MRSA t127 på Hvidovre Hospital.